# Coelichneumon walleyi
Coelichneumon walleyi är en stekelart som beskrevs av Heinrich 1961. Coelichneumon walleyi ingår i släktet Coelichneumon och familjen brokparasitsteklar. Inga underarter finns listade i Catalogue of Life.